# ماكميلان تاك-50
ماكميلان تاك-50 (بالإنجليزية: McMillan Tac-50)‏، بندقية قنص بعيدة المدى، وسلاح مضاد للأفراد ومضادة للعتاد. يتم انتاجها في فينيكس، أريزونا في الولايات المتحدة من قبل ماكميلان لصناعة الأسلحة النارية. ويستند تصميمها على التصاميم السابقة من نفس الشركة، والتي ظهرت للمرة الأولى في أواخر عقد 1980. ماكميلان صنعت العديد من إصدارات البنادق من عيار 0.50، مستندة على نفس خصائص الإداء، وذلك لاستخدامات الجيش، وسلطات إنفاذ القانون ولاستخدام المدنيين.

## المستخدمين

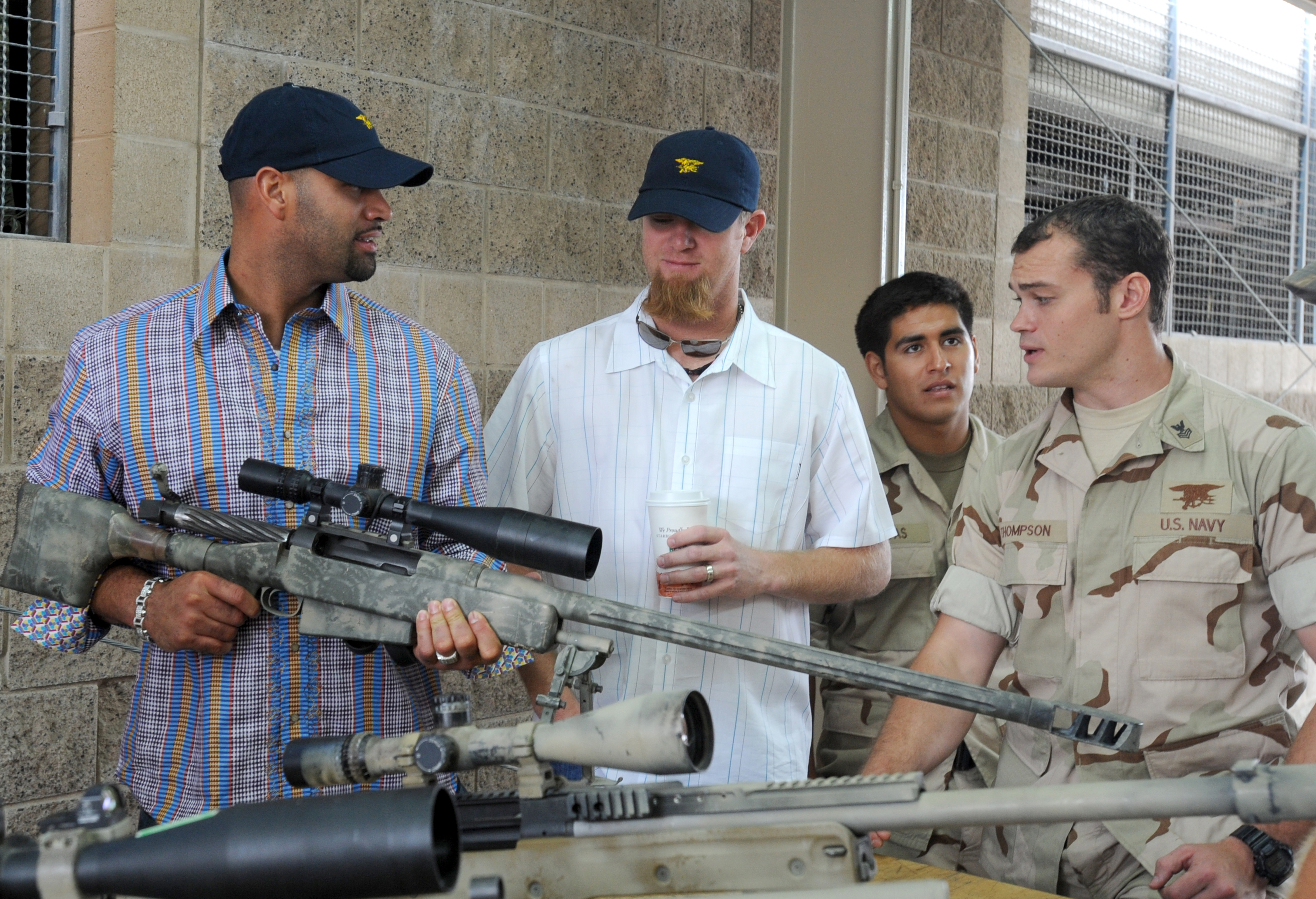
Special Warfare Operator 1st Class Thompson explains details of a Mk 15 sniper rifle to major league baseball players Albert Pujols and ريان فرانكلين during a tour of Naval Special Warfare facilities.

- كندا: القوات المسلحة الكندية يرمز لها C15 سلاح قناص طويل المدى (LRSW).[1]
- فرنسا: مغاوير البحرية الفرنسية.[2]
- جورجيا: القوات الخاصة.[3]
- إسرائيل: مستخدمة من قبل وحدات القوات الخاصة.[4]
- قالب:بيانات بلد الأردن : المستخدمة: من قبل SRR-61 (فوج الاستطلاع الخاص).[5]
- الفلبين: في الخدمة مع الجيش الفلبيني[بحاجة لمصدر]
- جنوب أفريقيا: في الخدمة مع فرقة المهام الخاصة في شرطة جنوب أفريقيا.[6]
- تركيا: قوات الدرك[7]
- الولايات المتحدة: قوات سيل البحرية الأمريكية يرمز لها Mk 15.[8]

## وصلات خارجية
- McMillan Firearms homepage
- Official Tac-50 page
- Data Summary McMillan Tactical Tac-50
- Modern Firearms

| السجلات                | السجلات | السجلات               |
| ---------------------- | --- | --------------------- |
| سبقه رشاش M2 Browninig | Longest confirmed combat sniper-shot kill ‏ 2002-2009 2,430 m (2,657 yd / 1.509 mi) using Hornady A-MAX .50 by روب فورلونغ | تبعه British قناص AWM |

قالب:ModernUSInfWeaponsNav